# Museo de la Revolución (León)
El Museo de la Revolución es un museo histórico ubicado en la ciudad de León, Nicaragua, dedicado a documentar y preservar la memoria de la Revolución Popular Sandinista y los acontecimientos que condujeron al derrocamiento de la dictadura somocista en 1979.

## Historia
El museo fue fundado por excombatientes revolucionarios y miembros del Frente Sandinista de Liberación Nacional (FSLN), quienes decidieron reunir objetos, relatos y archivos históricos con el objetivo de educar a las nuevas generaciones sobre la lucha revolucionaria. El edificio que alberga el museo fue anteriormente sede del Partido Liberal Nacionalista y luego confiscado por el nuevo gobierno revolucionario.

## Colección
La colección permanente del museo incluye:
Fotografías históricas de las insurrecciones en León, Estelí, Masaya y Managua
Uniformes originales de combatientes y milicianos
Armas utilizadas durante el conflicto
Carteles revolucionarios y banderas
Documentos oficiales del período 1970–1990
Testimonios orales de exguerrilleros
Muchos de los guías del museo son excombatientes que relatan sus experiencias de primera mano.

## Actividades y función educativa
El museo organiza:
Recorridos guiados para nacionales y extranjeros
Exposiciones temporales sobre figuras y eventos revolucionarios
Actividades conmemorativas cada 19 de julio
Coordinación con instituciones educativas y culturales

## Importancia
El Museo de la Revolución representa un punto clave para la comprensión del proceso histórico que marcó el final del régimen de Anastasio Somoza Debayle y el inicio de una nueva etapa en la historia nicaragüense. Es uno de los museos más visitados por turistas interesados en la historia contemporánea de Nicaragua.